# Blauw vliegend hert
Het blauw vliegend hert (Platycerus caraboides) is een kever uit de familie vliegende herten (Lucanidae). De wetenschappelijke naam van de soort werd in 1758 als Scarabaeus caraboides gepubliceerd door Carl Linnaeus.
De kever is verwant aan het vliegend hert (Lucanus cervus), maar blijft met een lichaamslengte van 9 tot 13 millimeter veel kleiner. Ook de lichaamsbouw is anders. De mannetjes en vrouwtjes lijken op elkaar en doen denken aan een loopkever. Ze zijn daarvan door de geknikte voelsprieten – die loopkevers niet hebben – eenvoudig te onderscheiden. 
Het blauw vliegend hert is in Nederland en België plaatselijk algemeen. De soort komt vooral voor rond beboste gebieden vanwege het voedsel van de larven. Deze leven van vermolmd hout van onder andere eiken (Quercus) en de beuk (Fagus sylvatica''). 